# Neratovice
Neratovice (dt. Neratowitz) ist eine Stadt in Tschechien in der mittelböhmischen Elbniederung etwa 20 Kilometer nördlich von Prag im Okres Mělník. Sie liegt gegenüber der Einmündung des Košátecký potok in die Elbe auf einer Seehöhe von 170 Meter ü. NN und hat derzeit etwa 16.500 Einwohner.

## Geschichte

### Neratovice
Seit der Kupfersteinzeit war das Gebiet ununterbrochen bewohnt. Eine erste schriftliche Erwähnung stammt aus dem Jahr 1227. Zur damaligen Zeit gehörte Neratowitz zum Ort Lobkowitz (Lobkovice).
Neratovice ist vor allem durch den Eisenbahnanschluss groß geworden. 1865 wurde der Schienenverkehr zwischen Kralup an der Moldau (Kralupy nad Vltavou) nach Turnau (Turnov) aufgenommen. Nach der am 10. September 1872 erfolgten Eröffnung der Neratowitzer Bahn, der direkten, zur Turnau-Kralup-Prager Eisenbahn gehörenden Verbindungsbahn Neratowitz–Prag, war hier in historisch kurzer Zeit ein wichtiger Eisenbahnknotenpunkt entstanden, der die Ansiedlung von Industriebetrieben nach sich zog. 1898 wurde hier eine Fabrik zur Herstellung von Seifen, Kerzen und Ölen gegründet, 1905 ein Chemiebetrieb. Das tschechische Chemieunternehmen Aussiger Verein (Spolek) gründete in den 1930er Jahren in Neratovice die Chemiefabrik Spolana.
Während und nach dem Zweiten Weltkrieg wurden weitere chemische Werke aufgebaut. 1957 wurde Neratovice zur Stadt erhoben. Die Stadt ist 1972, in der Amtszeit von Bürgermeister Vladimir Čermak (Ehrenbürger von Radeberg seit 1987), Partnerstadt von Radeberg geworden.
Beim Elbhochwasser 2002 wurde auch die Chemiefabrik Spolana überschwemmt. Die dort befindlichen Altlasten (Quecksilber und Dioxine) stellen eines der größten Umweltprobleme in Tschechien dar.

### Lobkovice

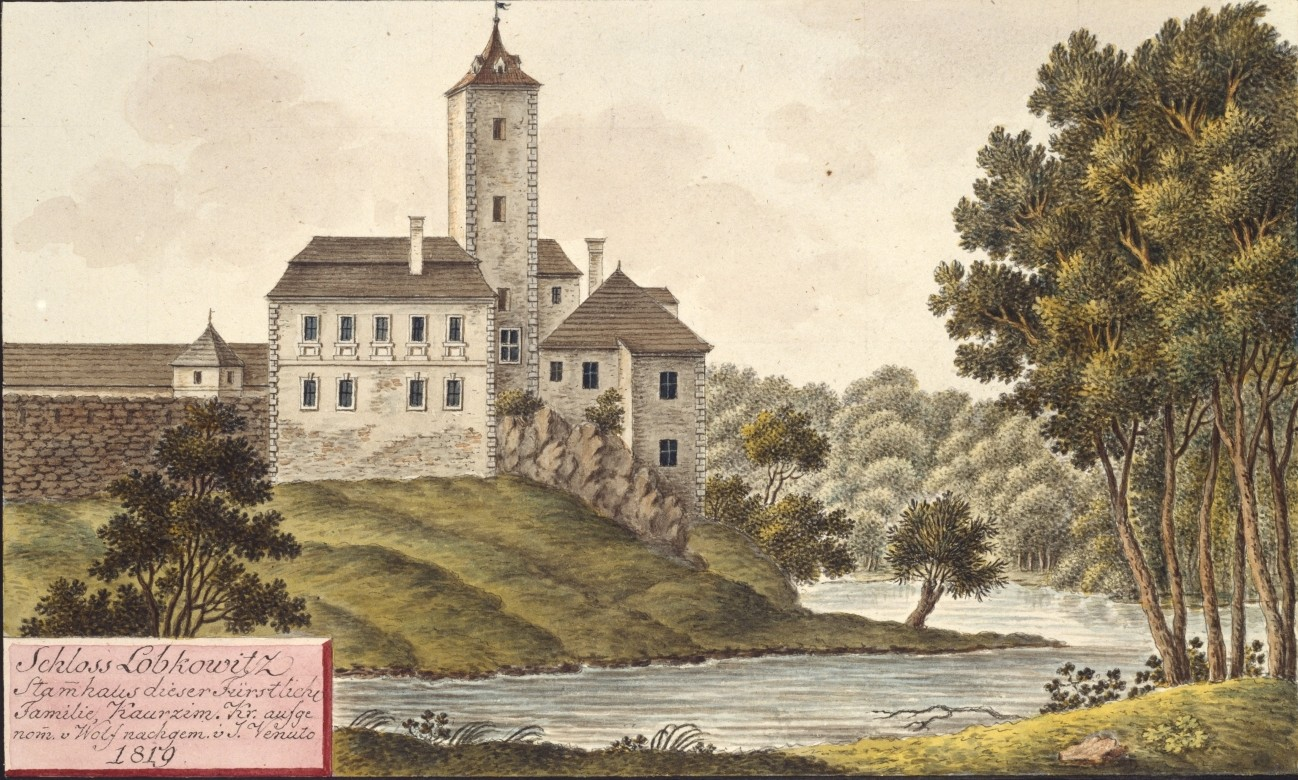
Schloss Lobkovice 1819

Lobkovice (deutsch Lobkowitz) befindet sich südöstlich am Rand der Stadt mit erhaltenen Dorfkern. Am Anfang des 14. Jahrhunderts befand sich hier ein kleiner Ort, den Nikolaus der Arme von Újezd (Mikuláš Chudý z Újezda) kaufte. Mit dem Erwerb wurde auch der Name angenommen und damit die Adelsfamilie Lobkowitz begründet. Nikolaus vereinte den Besitz mit Libisch (Libiš) und Obříství. Sie wurden zu seiner ersten Grundherrschaft, die er später Hassenstein von Lobkowicz (Hasištejnský z Lobkovic) nannte. Er war der Gründer eines der bedeutendsten Adelsgeschlechter in Böhmen. Die Familie Lobkowicz hatte eine bedeutende Stellung in der Geschichte Böhmens und Österreich-Ungarns.
1679 ließ Ferdinand August von Lobkowitz das Schloss nach den Entwürfen Antonio della Portas umbauen. Ferdinand Josef von Lobkowitz verkaufte 1829 das Schloss an den Prager Anwalt Jan Měchur, der es erneut umbaute. Seine Tochter Terezia, die Lobkovice im Jahr 1840 erbte, war die Frau von František Palacký. Palacký gefiel das Schloss sehr gut und er übernachtete oft hier. Im Jahr 1897 verkaufte sein Sohn Jan Palacký das Schloss an Fürst Mořic von Lobkovice, der den Stammsitz aus Prestigegründen zurückerwerben wollte. Das Schloss blieb nach vorübergehender Enteignung während des NS-Regimes bis 1948 im Besitz der Familie Lobkovice.

## Sehenswürdigkeiten

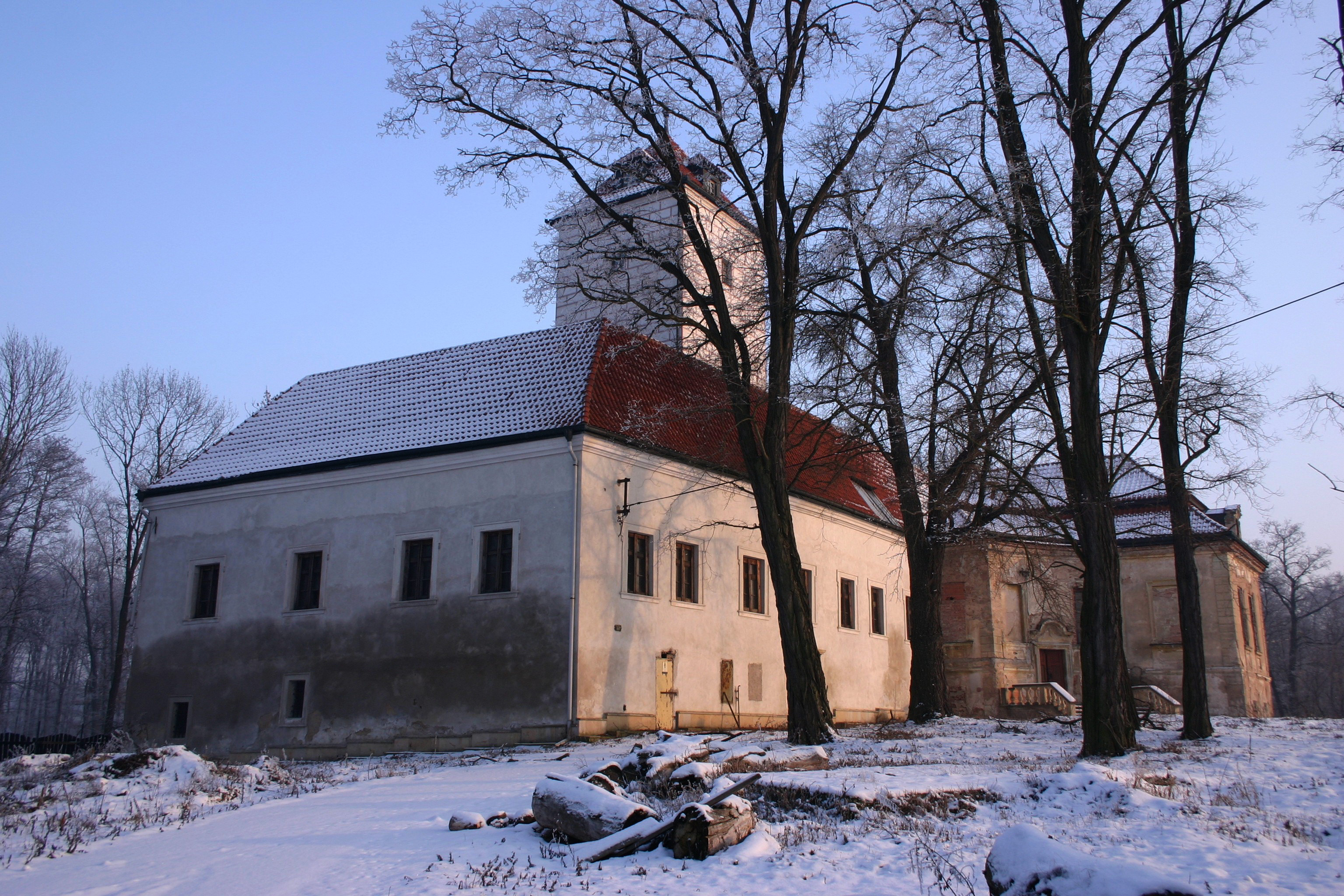
Schloss Lobkovice

- Barockkapelle St. Adalbert aus der zweiten Hälfte des 17. Jahrhunderts
- Schloss Lobkovice in Lobkovice
- Im Ortsteil Libiše befindet sich eine gotische Friedhofskirche mit Wandmalereien und siebenteiligen Faltaltar. Erstellt wurde dieser von Petr Lůtka 1391.
- Naturreservat Černínovsko bei Libiše

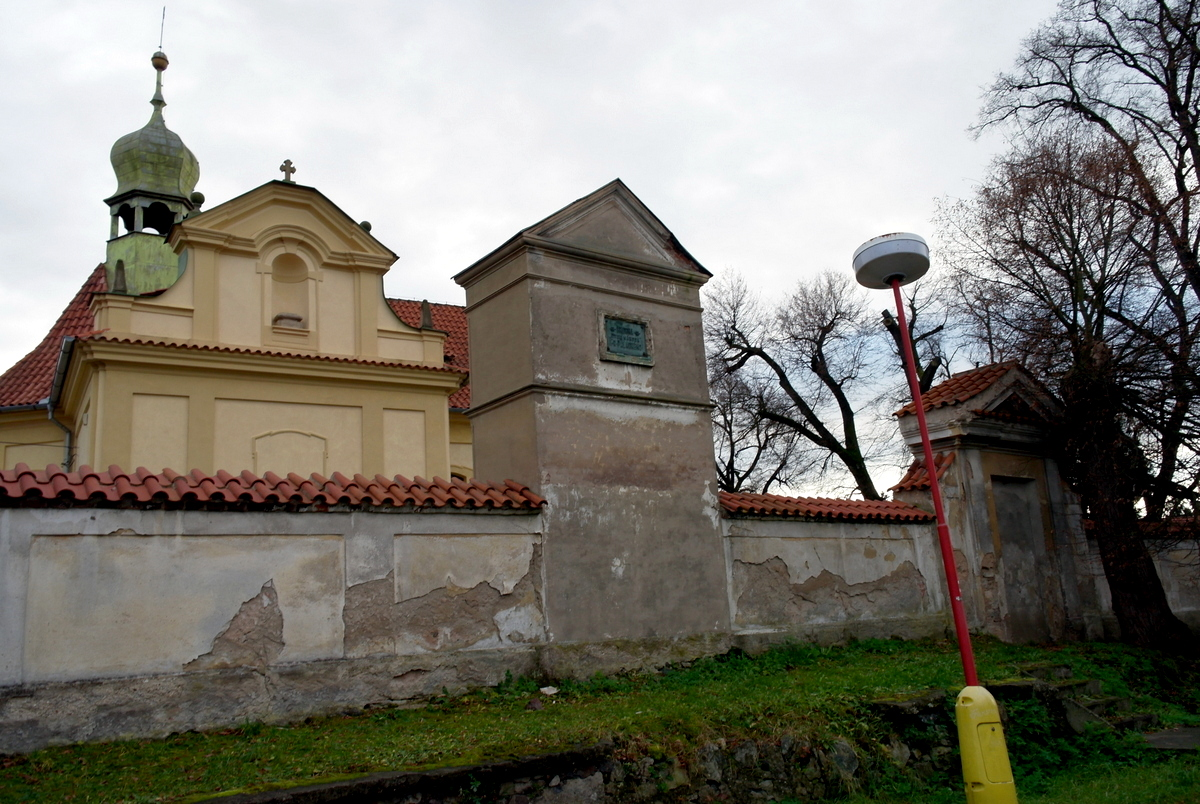
Kirche in  Lobkovice
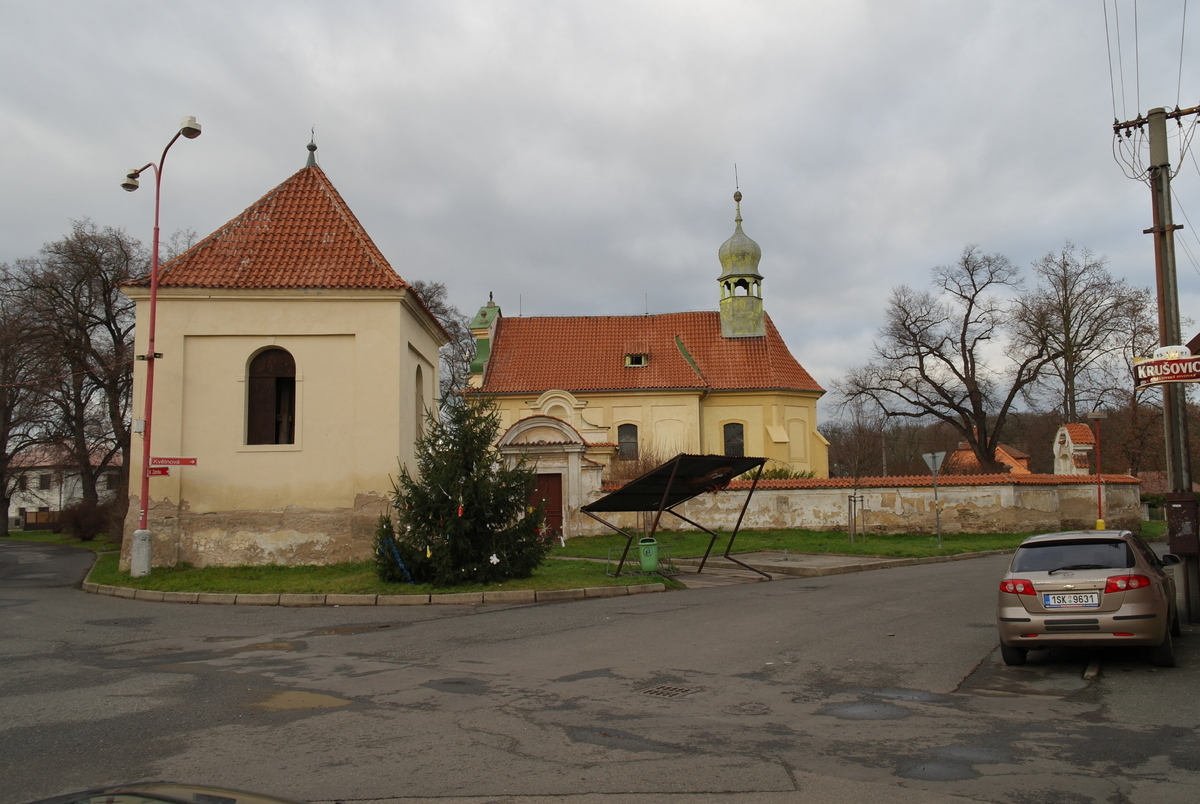
Kirche
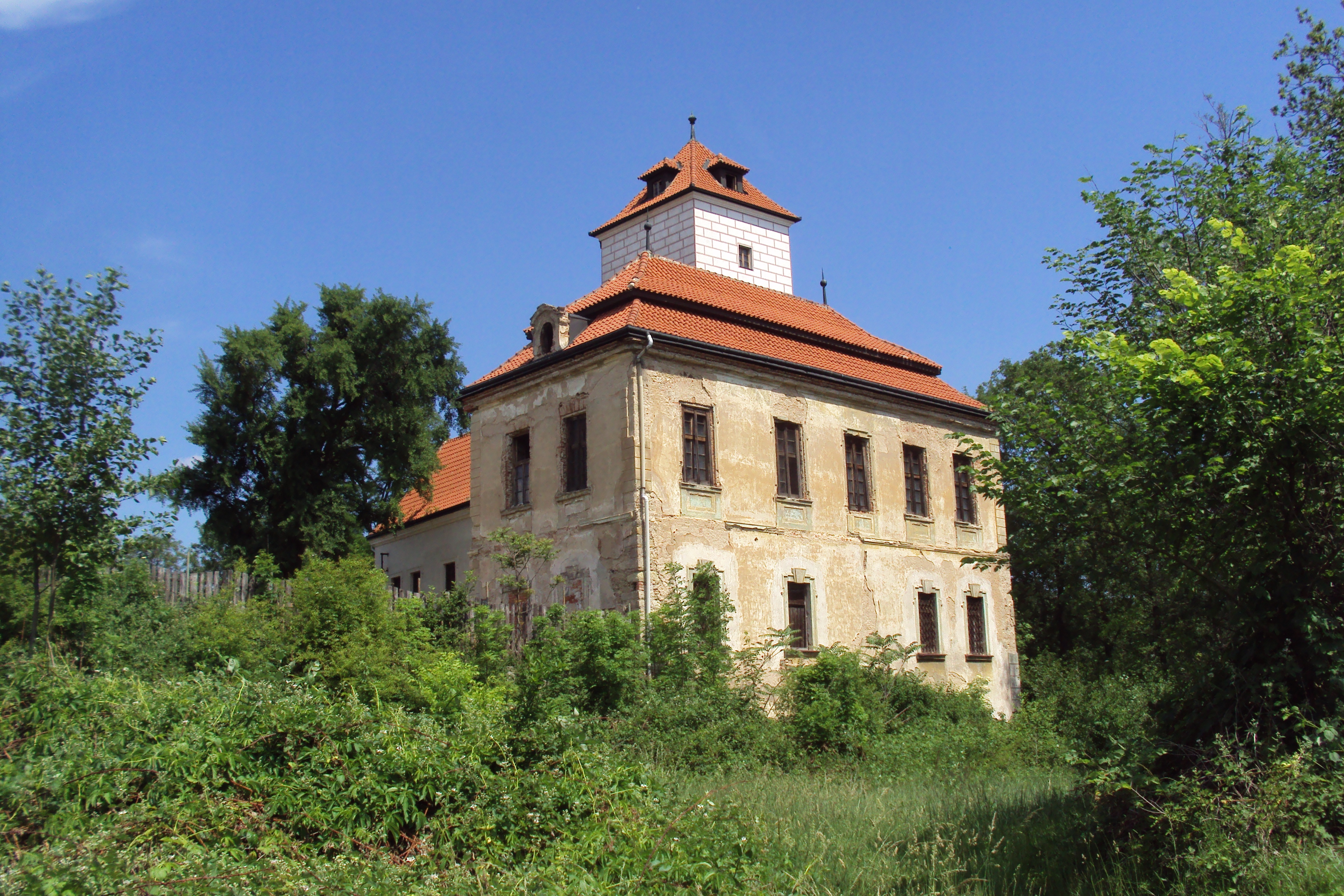
Schloss Lobkovice
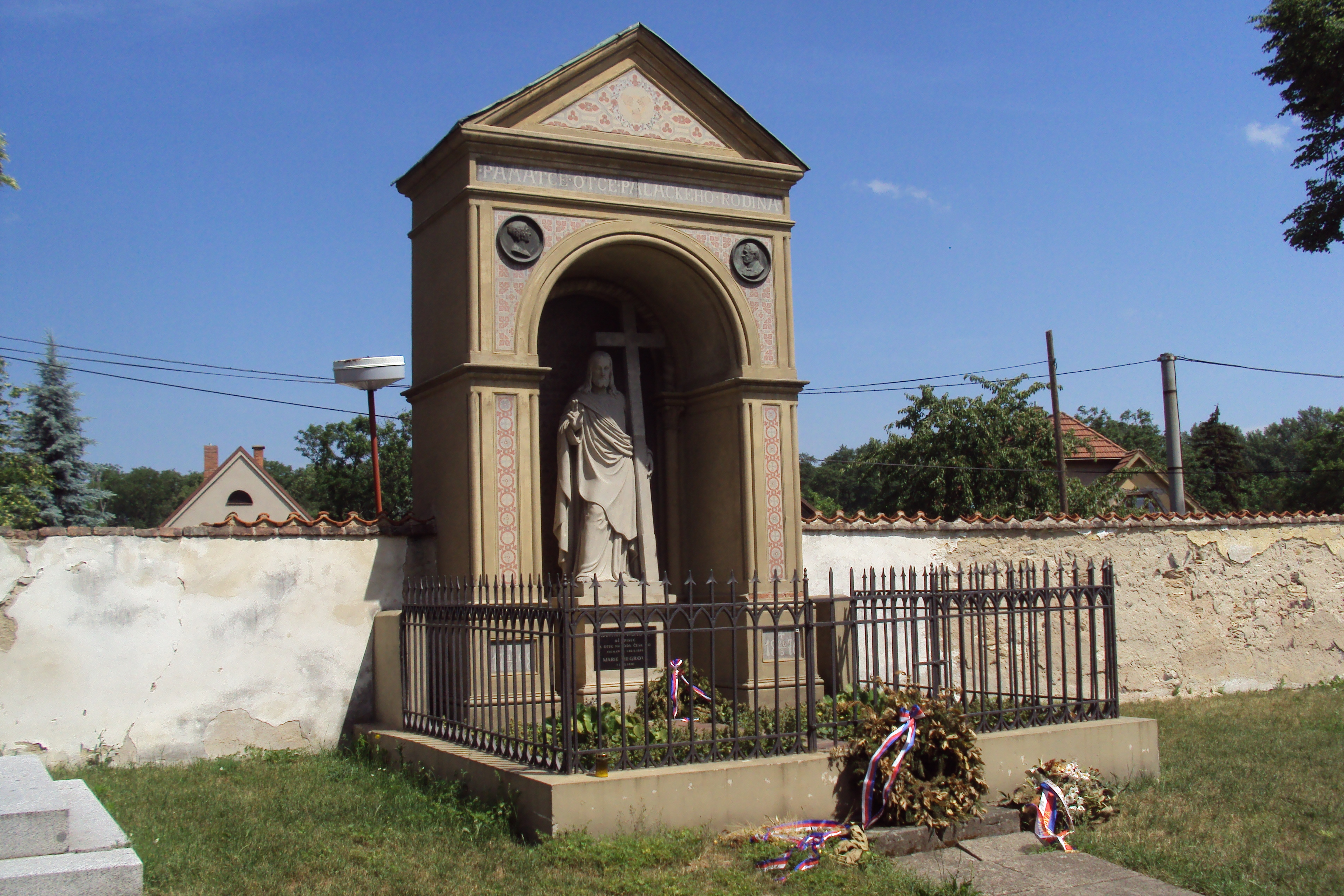
Das Grab von František und Terezie Palacký in Lobkovice.

## Persönlichkeiten
- František Palacký (1798–1876), Historiker, schrieb in Lobkovice in den Jahren 1852 bis 1860 „Geschichte des böhmischen und mährischen Volkes“ (Dějiny národa českého v Čechách a v Moravě)
- Jan Palacký (1830–1908), Geograph. ist zusammen mit seinem Vater auf dem Friedhof der Barockkirche aus dem 17. Jahrhundert begraben.
- Václav Štech (1859–1947), Schriftsteller, hatte in Libiše seinen Sommersitz.
- V. V. Štech (1885–1974), Historiker, verbrachte den größten Teil seiner Jugend in Libiše
- Ljuba Hermannová (1913–1996), Schauspielerin
- Olga Fikotová (* 1932), Sportlerin
- Markéta Šustáčková (* 1997), Handballspielerin
- Tomáš Čvančara (* 2000), Fußballspieler

## Ortsteile
- Byškovice (Bischkowitz)
- Horňátky (Horniatek)
- Lobkovice (Lobkowitz)
- Mlékojedy (Mlikojed)
- Neratovice (Neratowitz)
- Korycany (Koritzan)